# Mã Đức Chung
Mã Đức Chung (tiếng Anh: Joe Ma; sinh ngày 27 tháng 6 năm 1968) là nam diễn viên Hồng Kông và hiện là diễn viên của TVB. Mã Đức Chung từng là một cảnh sát của đội G4 trước khi tham gia điện ảnh năm 1993. Anh cùng vợ là Trương Tiểu Lan có mối tình thanh mai trúc mã đã trở thành gia thoại không ai không biết của showbiz Hoa ngữ. Dù anh có vô vàn những scandal tình ái trong suốt sự nghiệp của mình. Năm 2006, với sự hợp tác ăn ý cùng Xa Thi Mạn và diễn xuất đỉnh cao, một phim bốn vai của Mã Đức Chung trong Phụng Hoàng Lâu, giải Thị Đế TVB năm đó những tưởng đã thuộc về anh, nhưng cận kề ngày trao giải anh lại vướng vào tin đồn anh cặp kè cùng một phụ nữ sang Thái Lan du lịch, khiến cho giải thưởng rơi vào tay Trịnh Gia Dĩnh. Mãi đến năm 2018, anh quay trở lại TVB sau 3 năm phát triển ở thị trường Trung Quốc, thì đạt được thành công với Đội Cứu Hộ Sinh Tử, giúp anh giành được giải Thị Đế đầy thuyết phục.

## Phim và Giải thưởng

### Phim truyền hình
| Năm  | Tên phim                     | Tên tiếng Anh                                | Vai diễn                                                   |
| ---- | ---------------------------- | -------------------------------------------- | ---------------------------------------------------------- |
| 1993 | Lò võ thiếu lâm              | The Heroes From Shaolin                      | Thiết Trụ                                                  |
| 1994 | Số phận kẻ siêu phàm         | Fate of the Clairvoyant                      | Morgan                                                     |
| 1994 | Anh hùng xạ điêu             | The Legend of the Condor Heroes              | Trần Huyền Phong                                           |
| 1994 | Giai nhân kỳ án              | Glittering Moments                           | Mạch Chí Kiên                                              |
| 1994 | Hạnh phúc đâu tự có          | Happy Harmony                                | Ngô Khải Hoa (Peter)                                       |
| 1994 | Hồ sơ công lý 3              | File of Justice III                          | Tạ Tuấn Kiệt (Dicky)                                       |
| 1995 | Nghĩa nặng tình thâm         | A Kindred Spirit                             | Edmond Lau                                                 |
| 1995 | Hồ sơ trinh sát              | Detective Investigation Files                | Đặng Phong                                                 |
| 1995 | Bạch phát ma nữ              | The Romance of the White Hair Maiden         | Chu Thường Lạc                                             |
| 1995 | Trời ban duyên tình          | A Good Match for Heaven                      | Lý Cảnh Hào                                                |
| 1995 | When a man loves a woman     | When a Man Loves a Woman                     | Sam                                                        |
| 1996 | Tây du ký                    | Journey to the West                          | Nhị Lang Thần                                              |
| 1996 | Đội điều tra liêm chính 1996 | ICAC Investigators 1996                      | Long Tử Anh (Steve)                                        |
| 1996 | Thiên sứ của địa ngục        | One Good Turn Deserves Another               | Lục Hạo Vũ                                                 |
| 1997 | A road and a will            | A Road and a Will                            | Peter                                                      |
| 1997 | Truy tìm bằng chứng          | Untraceable Evidence                         | Trương Lập Dân (Manfred)                                   |
| 1998 | Anh hùng trong biển lửa      | Burning Flame                                | Vương Tuấn Phát                                            |
| 1998 | Lực lượng phản ứng           | Armed Reaction                               | Quân Lão                                                   |
| 1998 | Tây du ký 2                  | Journey to the West II                       | Nhị Lang Thần                                              |
| 1999 | Hồ sơ trinh sát 4            | Detective Investigation Files IV             | Tống Gia Tề (Alex)                                         |
| 1999 | Duyên tình đôi chủ           | Mans Best Friend                             | Lâm Học Nhân (Sam)                                         |
| 1999 | Cuộc tình ngang trái         | A Matter of Business                         | Hạ Gia Minh (Ken)                                          |
| 1999 | Thử thách nghiệt ngã         | At the Threshold of an Era                   | Diệp Vinh Tấn (Donald)                                     |
| 2000 | Thử thách nghiệt ngã 2       | At the Threshold of an Era II                | Diệp Vinh Tấn (Donald)                                     |
| 2000 | Lực lượng phản ứng 2         | Armed Reaction II                            | Quân Lão                                                   |
| 2000 | Đội Điều Tra Liêm Chính 2000 | ICAC Investigators 2000                      |                                                            |
| 2000 | Khí phách anh hùng 2000      | Crimson Sabre                                | Long Thiên                                                 |
| 2001 | Câu chuyện của ngày xưa      | The Awakening Story                          | Phương Thành Khiêm                                         |
| 2001 | Hương Sắc Tình Yêu           | A Taste of Love                              | Long Tứ Tân                                                |
| 2001 | Hương đồng gió nội           | Country Spirit                               | Cổ Quế Sanh                                                |
| 2002 | Thử thách                    | Lets Face It                                 | Đàm Thiên Ân                                               |
| 2002 | Mạnh Lệ Quân                 | Eternal Happiness                            | Thiết Mộc Chân                                             |
| 2003 | Trí dũng song hùng           | Vigilante Force                              | Mã Hiếu Hiền                                               |
| 2003 | Bao la vùng trời             | Triumph in the Skies                         | Lăng Vân Chí                                               |
| 2004 | Lần theo dấu vết (phim TVB)  | Summer Heat                                  | Trình Nãi Hải                                              |
| 2004 | Lương duyên tiền định        | Lady Fan                                     | Tiết Đinh San                                              |
| 2004 | Ba họ một nhà                | A Handful of Love                            | Cố Gia Nguyên                                              |
| 2004 | Bầu nhiệt huyết              | Sunshine Heartbeat                           | Trương Lập Cương                                           |
| 2005 | Tuyệt thế vũ khí             | Strike at Heart                              | Gia Cát Chính Ngã                                          |
| 2005 | Tiệm bánh gato               | The Gateau Affairs                           | Cao Căn                                                    |
| 2005 | Khách sạn phong vân          | Revolving Doors of Vengeance                 | Cao Phong                                                  |
| 2006 | Phụng Hoàng Lâu              | Maidens Vow                                  | Dư Tứ / Lý Cát Tường / Đới Lập Nhân / Phương Gia An (K.O.) |
| 2006 | Song hùng tranh bá           | The Conquest                                 | Phù Sai                                                    |
| 2007 | Gia tộc phong vân            | The Drive of Life                            | Nguỵ Vĩnh Tiêu                                             |
| 2008 | Tình Hiệp Đạo                | Catch Me Now                                 | Giang Dương                                                |
| 2008 | Quyền lực của đồng tiền      | When Easterly Showers Fall on the Sunny West | Phan Trác Hưng / Mục Hưng                                  |
| 2009 | Phú quý môn                  | Born Rich                                    | Cao Thác Dân (Topman)                                      |
| 2010 | Tình yêu ngờ vực             | Suspects in Love                             | Ngô Trọng Minh                                             |
| 2010 | Hạnh phúc đắng cay           | Beauty Knows No Pain                         | Cao Trí Lực (Nick)                                         |
| 2011 | Sóng gió vương triều         | Relic of an Emissary                         | Chu Đệ                                                     |
| 2011 | Cặp đôi khắc khẩu            | Ad Mania                                     | Lưu Sang Kỳ                                                |
| 2011 | Song of spring and autumn    | Song of Spring and Autumn                    | Di Ngô (Tấn Huệ công)                                      |
| 2012 | Phi hổ                       | Tiger Cubs                                   | Triển Hàn Thao                                             |
| 2012 | Tây Thi bí sử                | The Legend of Xishi                          | Câu Tiễn                                                   |
| 2013 | Under the same roof          | Under the Same Roof                          | Giang Hạo                                                  |
| 2014 | Phi hổ 2                     | Tiger Cubs II                                | Triển Hàn Thao                                             |
| 2015 | Dĩ hòa vi quý                | Smooth Talker                                | Hầu Đức Sĩ                                                 |
| 2018 | Đội Cứu Hộ Sinh Tử           | Life on the Line                             | Mạch Tại Điền                                              |
| 2021 | Vạch tội                     | Shadow of Justice                            | Đới Chính Quân                                             |
| 2021 | Chuyện nhà họ Quách          | The Kwoks And What                           | Quách Sanh / Quách Đắc Cần (Duncan)                        |